# 陳發樹
陈发树（1961年10月25日—），福建安溪县祥华乡福洋村人，中国著名企业家，新华都实业集团创办人及董事长、武夷山旅游股份副董事长、紫金矿业董事。分别为紫金矿业（4.99％股權）、青岛啤酒（3.89％股权）、云南白药（50%股权）的第六、第三、第二大股东。《福布斯》2016中国400富豪榜第78位。

## 生平
1982年，陈发树从林场贩运木材到厦门。1987年，他和几个弟弟一起为厦门一家杂货店送货并于1988年将其盘下。1995年12月，陈发树在福州东街口开设了华都百货公司并于2年后成立华都集团。1997年，陈发树与弟弟陈晋江分家并成立新华都集团。2000年9月，紫金矿业改制，新华都出资4800万取得紫金矿业33％股份，成为其第二大股东。
2009年4月27日至5月22日期间，陈发树通过减持紫金矿业股份，累计套现约30亿元。2009年5月7日以自然人身分，用16亿元收购了青岛啤酒9164万股H股，4个月后，以22亿元收购6581万股云南白药股份。
2009年，陈发树在胡潤百富榜以250億元人民幣的個人財富位列第十五。

## 慈善
2009年10月20日，陈发树将个人持有的价值83亿元个人流通股股票捐赠给新成立的新华都慈善基金。该基金是目前中国规模最大的民间慈善基金。

## 個人投資
2012年6月18日以每股47至48.55元，在市場配售3200萬股青島啤酒H股，套現15.04億至15.536億元
帳面獲利可達約8.66億至9.156億元
陳發樹原持有約9164.134萬股青啤H股，佔青啤H股已發行股本約13.99%，或佔全部已發行股本約6.78%
，陳發樹仍持有約5,964.1萬股青啤
2016年12月21日以平均每股29.426元，減持870萬股青島啤酒H股，套現2.560062億港元，持股量減至3.89%股權
2016年12月30日陳發樹斥資253.7億人民幣入股持有雲南白藥41.52%股權的白藥控股50%股權
2018年9月19日停牌前，云南白药股份只剩下70.23元/股，市值也跌至731亿元。以新华都直接或间接持有的22.07%的股份来算，新华都持有的股价价值161.36亿元，浮亏已达到113.58亿元

据统计，
截至2020年第一季，陈发树直接和间接持有紫金矿业、新华都、云南白药、隆基股份、中国国旅、久日新材、必创科技等7家A股公司股票，合计持股市值超过340亿元。